# Abelharuco-malgaxe
O abelharuco-malgaxe , também conhecido como abelharuco-oliváceo (Merops superciliosus) é uma espécie de ave da família Meropidae. Tem uma área de distribuição alargada na metade austral de África.

## Subespécies
São reconhecidas duas subespécies:
- M. s. superciliosus Linnaeus, 1766 – África Oriental, Madagáscar e Ilhas Comores
- M. s. alternans Clancey, 1971 – Angola ocidental e noroeste da Namíbia